# Guadalupe, Nuevo León

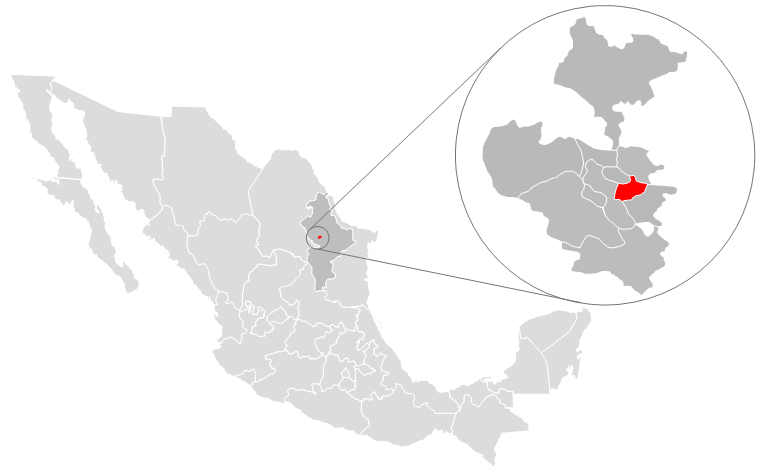
Stadens läge i Mexiko

Guadalupe är en stad i nordöstra Mexiko och är belägen i delstaten Nuevo León. Staden ingår i Monterreys storstadsområde och har 701 939 invånare (2007), med totalt 702 445 invånare (2007) i hela kommunen på en yta av 117 km².
Staden grundades 4 januari 1716.